# Stojaniw
Stojaniw (ukrainisch Стоянів; russisch Стоянов Stojanow, polnisch Stojanów) ist ein Dorf im Norden der ukrainischen Oblast Lwiw mit etwa 2900 Einwohnern (2001).

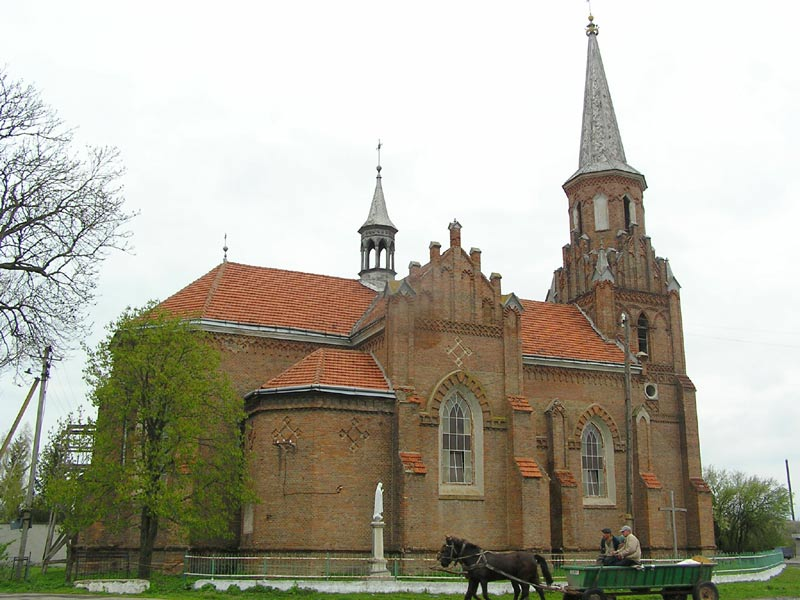
Kirche im Dorf

Stojaniw liegt im Norden des Rajon Tscherwonohrad an der Fernstraße N 17 sowie am Ufer der Sudyliwka (Судилівка), einem 27 km langen, linken Nebenfluss des Styr, 11 km nördlich vom ehemaligen Rajonzentrum Radechiw und 83 km nordöstlich der Oblasthauptstadt Lwiw. Im Dorf gibt es eine Bahnstation an der Bahnstrecke Lwiw–Kiwerzi, zwischen 1910 und 1928 war das Dorf der Endpunkt der Lokalbahn Lemberg–Stojanów.
Am 12. Juni 2020 wurde das Dorf ein Teil der neu gegründeten Stadtgemeinde Radechiw im Rajon Tscherwonohrad, bis dahin war es das administrative Zentrum der gleichnamigen Landratsgemeinde im Rajon Radechiw, zu der noch das Dorf Sbojiwska gehörte.

## Geschichte
Der Ort wurde 1501 zum ersten Mal schriftlich erwähnt und lag zunächst in der Woiwodschaft Bełz als Teil der Adelsrepublik Polen. Von 1772 bis 1918 gehörte er unter seinem polnischen Namen Stojanów zum österreichischen Galizien.
Nach dem Ende des Ersten Weltkriegs kam der Ort zu Polen (in die Woiwodschaft Tarnopol, Powiat Radziechów, Gmina Stojanów), wurde im Zweiten Weltkrieg ab September 1939 von der Sowjetunion und dann ab Sommer 1941 bis 1944 von Deutschland besetzt, hier wurde der Ort in den Distrikt Galizien eingegliedert.
Nach dem Ende des Krieges wurde der Ort der Sowjetunion zugeschlagen, dort kam das Dorf zur Ukrainischen SSR und ist seit 1991 ein Teil der heutigen Ukraine.

## Söhne und Töchter der Ortschaft
- Leon Weliczker Wells (1925–2009), US-amerikanischer Ingenieur und Überlebender des Holocaust